# Brutti sogni
Brutti sogni è un singolo del rapper italiano Nayt, pubblicato l'8 marzo 2019 come quarto estratto dal quarto album in studio Raptus 3.

## Tracce
1. Brutti sogni – 2:57

## Classifiche
| Classifica (2019) | Posizione massima |
| ----------------- | ----------------- |
| Italia            | 69                |